# Wiesreit
Wiesreit (früher auch Wiesreith, Wiſsreiter und Wimreith) ist ein Ortsteil in der Gemeinde Obertaufkirchen im oberbayerischen Landkreis Mühldorf am Inn.

## Lage
Die Einöde Wiesreit liegt in der Gemarkung Obertaufkirchen 4,5 Kilometer südlich von Obertaufkirchen und 3,3 km südwestlich der Autobahnausfahrt 16 (Schwindegg) der Bundesautobahn A 94 (jeweils in der Luftlinie). Südlich davon fließt der Schwarzenbach über den Annabrunner Bach und den Kagenbach der Isen zu.

## Bevölkerungsentwicklung
Im Jahr 1861 lebten sechs Einwohner in vier Gebäuden in der Einöde. Um 1871 lebten in Wiesreit vier Einwohner. In der Nachkriegszeit des Ersten Weltkriegs stieg die Bevölkerungszahl auf zwölf an. Im Mai 1987 gab es fünf Einwohner in einem Wohngebäude.
| Jahr      | 1861 | 1871 | 1925 | 1950 | 1970 | 1987 |
| Einwohner | 6    | 4    | 12   | 11   | 7    | 5    |